# Pedra Dourada
Pedra Dourada is een gemeente in de Braziliaanse deelstaat Minas Gerais. De gemeente telt 2.241 inwoners (schatting 2009).

## Aangrenzende gemeenten
De gemeente grenst aan Carangola, Eugenópolis, Faria Lemos, São Francisco do Glória, Tombos en Vieiras.

## Galerij

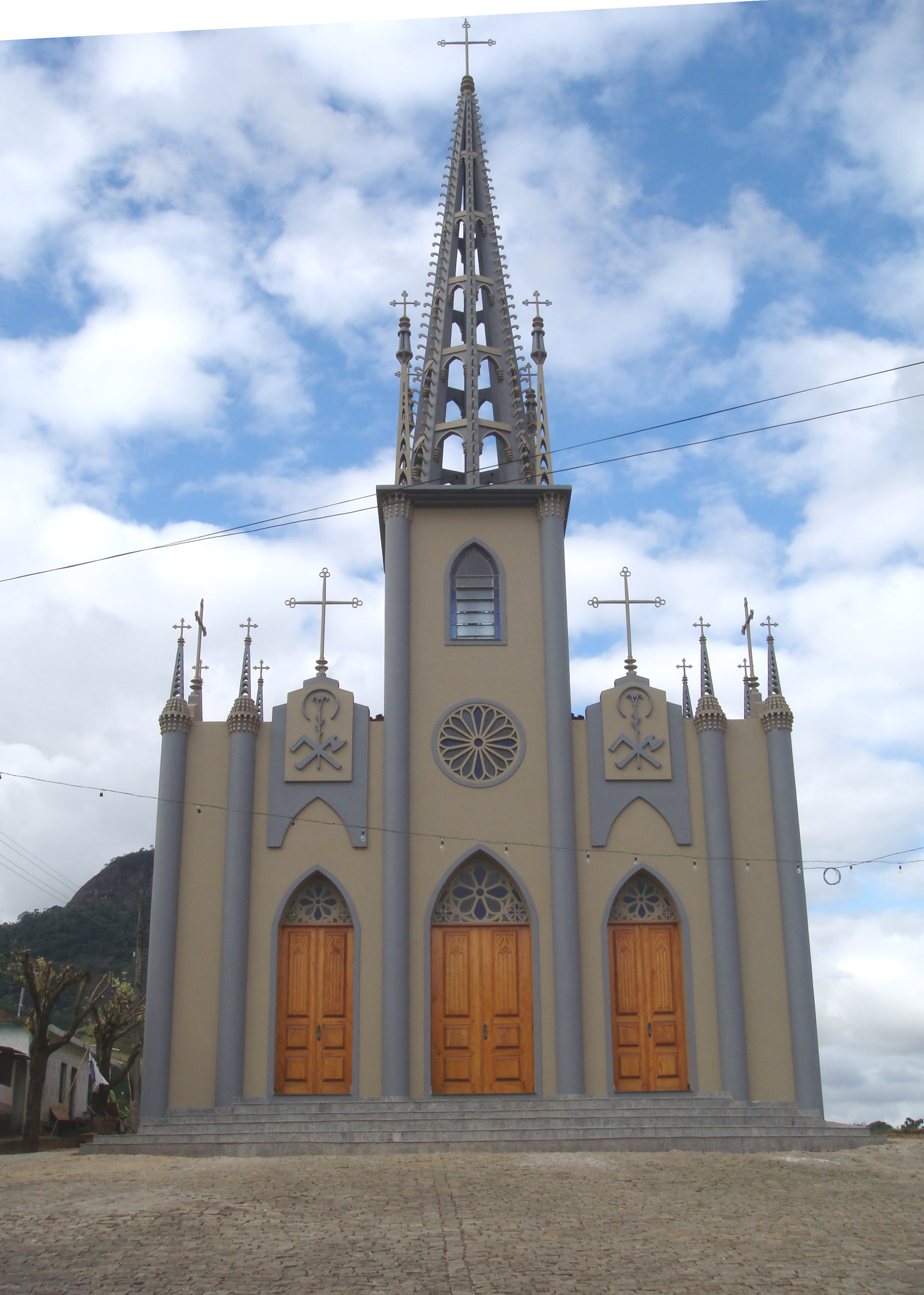
Katholieke kerk São José in Dourada